# Earl Robinson
Earl Hawley Robinson (* 2. Juli 1910; † 20. Juli 1991 in Seattle) war ein amerikanischer Songwriter, Komponist und Sänger aus Seattle. Robinson ist wahrscheinlich ebenso bekannt für seine linke politische Einstellung (Mitglied der Kommunistischen Partei der USA in den 1930er Jahren) wie für seine Musik, zu der das Lied Joe Hill und die Kantate Ballad for Americans gehören. Er schrieb zahlreiche beliebte Lieder und war Filmkomponist für Hollywood.

## Leben
Robinson lernte als Kind Violine, Bratsche und Klavier und studierte Komposition an der University of Washington, wo er 1933 seinen Bachelor of Music und die Lehrerlaubnis erwarb. 1934 zog er nach New York um, wo er bei Hanns Eisler und Aaron Copland studierte. Er gehörte in der Zeit der Großen Depression zu den Mitarbeitern am Federal Theater Workshop der WPA, wirkte aktiv in der antifaschistischen Bewegung mit und war der musikalische Leiter des von Kommunisten betriebenen Sommerlagers Camp Unity im Hinterland von New York. In den 1940er Jahren schrieb er Filmmusik in Hollywood, unter anderem für Lewis Milestones Kriegsfilm Landung in Salerno (1945), wurde jedoch in der McCarthy-Ära auf die Schwarze Liste gesetzt. Da er in Hollywood nicht mehr arbeiten konnte, zog er zurück nach New York, wo er das musikalische Programm der Elisabeth Irwin High School leitete.
Zu Robinsons musikalischen Einflüssen gehören der Sänger Paul Robeson, Leadbelly und amerikanische Folk-Musik. Er komponierte die Kantate Ballad for Americans (Text von John La Touche), die zu einem Markenzeichen von Paul Robeson wurde. Sie wurde auch von Bing Crosby eingespielt.
Weitere von Robinson komponierte Lieder sind The House I Live In (ein 1945er Hit von Frank Sinatra), Joe Hill (auf ein Gedicht von Alfred Hayes, später eingespielt von Joan Baez und im gleichnamigen Film verwendet), ein musikalisches Gedicht auf das Leben und den Tod von Abraham Lincoln mit dem Titel Lonesome Train, und Black and White zur Feier des Urteils im Fall Brown v. Board of Education, eingespielt von Three Dog Night. Zu seinen Spätwerken gehören ein Banjokonzert und ein Klavierkonzert mit dem Titel The New Human.
Robinson starb 1991 im Alter von 81 Jahren durch einen Autounfall in seiner Heimatstadt Seattle.
Während mehrerer Jahre lehrte Robinson Musik an der Elisabeth Irwin High School in New York City, wo er das Orchester und den Chor leitete. Seine auf der Präambel der Verfassung der Vereinten Nationen basierende Kantate wurde 1962 oder 1963 in New York durch den Chor der Elisabeth Irwin High School und das Greenwich Village Symphony Orchestra uraufgeführt.
Der Jazzklarinettist Perry Robinson ist sein Sohn.